# Lista de personagens de Euphoria
Abaixo se encontra todos as personagens de Euphoria, uma série de televisão americana de drama adolescente criada por Sam Levinson, baseada na minissérie israelense de mesmo nome, de 2012, dos roteiristas Ron Leshem, Daphna Levin e Tmira Yardeni. A série aborda as experiências pessoais de um grupo de adolescentes do ensino médio em relação a drogas, amizades, traumas, sexo, bullying, aceitação, inseguranças e sexualidade.
A série é protagonizada por Zendaya, Maude Apatow, Angus Cloud, Eric Dane, Alexa Demie, Jacob Elordi, Barbie Ferreira, Nika King, Storm Reid, Hunter Schafer, Algee Smith, Sydney Sweeney, Colman Domingo, Javon "Wanna" Walton, Austin Abrams e Dominic Fike. Euphoria aborda as experiências pessoais de um grupo de adolescentes do ensino médio em relação a drogas, amizades, traumas, sexo, bullying, aceitação, inseguranças e sexualidade. Por sua atuação, Zendaya, que interpreta a protegonista Rue Bennett, ganhou o Primetime Emmy Award e o Satellite Award de Melhor Atriz em Série Dramática.

## Aparições
| Ator/Atriz           | Personagem          | Temporadas       | Temporadas       |
| Ator/Atriz           | Personagem          | 1                | 2                |
| Elenco principal     | Elenco principal    | Elenco principal | Elenco principal |
| -------------------- | ------------------- | ---------------- | ---------------- |
| Zendaya              | Rue Bennett         | Principal        | Principal        |
| Maude Apatow         | Lexi Howard         | Principal        | Principal        |
| Angus Cloud          | Fezco               | Principal        | Principal        |
| Eric Dane            | Cal Jacobs          | Principal        | Principal        |
| Alexa Demie          | Maddy Perez         | Principal        | Principal        |
| Jacob Elordi         | Nate Jacobs         | Principal        | Principal        |
| Barbie Ferreira      | Kat Hernandez       | Principal        | Principal        |
| Nika King            | Leslie Bennett      | Principal        | Principal        |
| Storm Reid           | Gia Bennett         | Principal        | Principal        |
| Hunter Schafer       | Jules Vaughn        | Principal        | Principal        |
| Sydney Sweeney       | Cassie Howard       | Principal        | Principal        |
| Algee Smith          | Chris McKay         | Principal        | Participação     |
| Javon "Wanna" Walton | Ashtray             | Recorrente       | Principal        |
| Austin Abrams        | Ethan Daley         | Recorrente       | Principal        |
| Dominic Fike         | Elliot              | Does not appear  | Principal        |
| Elenco recorrente    |                     |                  |                  |
| Alanna Ubach         | Suze Howard         | Recorrente       | Recorrente       |
| Colman Domingo       | Ali Muhammad        | Recorrente       | Recorrente       |
| Lukas Gage           | Tyler Clarkson      | Recorrente       | Does not appear  |
| John Ales            | David Vaughn        | Recorrente       | Participação     |
| Keean Johnson        | Daniel Dimarco      | Recorrente       | Does not appear  |
| Paula Marshall       | Marsha Jacobs       | Recorrente       | Recorrente       |
| Zak Steiner          | Aaron Jacobs        | Recorrente       | Recorrente       |
| Mercedes Colon       | Kat's mom           | Recorrente       | Does not appear  |
| Tyler Chase          | Custer              | Recorrente       | Recorrente       |
| Tyler Timmons        | Troy McKay          | Recorrente       | Does not appear  |
| Tristan Timmons      | Roy McKay           | Recorrente       | Does not appear  |
| Sophia Rose Wilson   | Barbara "BB" Brooks | Recorrente       | Recorrente       |
| Bruce Wexler         | Robert Bennett      | Recorrente       | Participação     |
| Meeko                | Mouse               | Recorrente       | Participação     |
| Marsha Gambles       | Miss Marsha         | Recorrente       | Participação     |
| Nick Blood           | Gus Howard          | Participação     | Recorrente       |
| Martha Kelly         | Laurie              | Does not appear  | Recorrente       |
| Chloe Cherry         | Faye                | Does not appear  | Recorrente       |
| Melvin "Bonez" Estes | Bruce               | Does not appear  | Recorrente       |
| Yukon Clement        | Theo                | Does not appear  | Recorrente       |
| Fernando Belo        | Sebastian           | Does not appear  | Recorrente       |
| Veronica Taylor      | Bobbi               | Does not appear  | Recorrente       |
| Ansel Pierce         | Caleb               | Does not appear  | Recorrente       |

## Personagens principais

### Ruby "Rue" Bennett
Ruby “Rue” Bennett, interpretada por Zendaya , nasceu em 14 de setembro de 2001 como filha de Robert e Leslie Bennett. Ela é a narradora da história. Quando criança, ela começou a se drogar com os remédios de seu pai, que estava morrendo de câncer, e após a morte de Robert, a vida social de Rue se tornou mais difícil. Rue também sofre de ansiedade e depressão. Aos 17 anos, ao voltar pra casa depois de um tempo na reabilitação, ela já vai atrás de mais drogas com Fezco, depois de fazer um teste de drogas usando a urina de sua amiga Lexi. Depois, ela conhece Jules e as duas acabam virando grandes amigas, que no meio acaba se confundindo com um romance. No final da primeira temporada, ela finalmente se declara para Jules e sugere que as duas fujam da cidade. Jules vai até o local combinado, mas Rue desiste do próprio plano. No episódio especial "Trouble Don't Last Always", Rue volta a se drogar e depois se encontra com Ali, seu padrinho de reabilitação. Os dois tem uma longa conversa sobre a luta contra as drogas, como é enfrentar esse problema e quais são as consequências que o vício traz. Na segunda temporada, Rue conhece um rapaz chamado Elliot, que torna-se seu amigo e companheiro nas horas de usar drogas. Ela também tenta reatar seu relacionamento com Jules, mentindo para ela sobre não usar drogas. Rue também fecha negócios com Laurie, uma perigosa traficante, que a oferece uma mala repleta de drogas para venda. A mãe de Rue acaba descobrindo a mala e descartando o conteúdo, causando um prejuízo e principalmente um grande ataque violento de Rue. Após ter quase outra overdose, Rue finalmente consegue passar um tempo longe das drogas após e lutar contra a abstinência.

### Alexandra  "Lexi" Howard
Alexandra  “Lexi” Howard, interpretada por Maude Apatow, nascida em 12 de janeiro de 2002, ela é a melhor amiga de infância de Rue e a irmã mais nova de Cassie. Ela passa a maior parte de sua adolescência à sombra de sua irmã mais velha, sempre se sentindo uma estranha e uma observadora de sua própria vida. Determinada a fazer mais e finalmente entrar no centro das atenções, ela cria uma peça na 2ª temporada e a baseia em tudo o que aconteceu ao seu redor. Ao mesmo tempo, ela se aproxima de Fezco depois de descobrir uma compatibilidade inesperada, incluindo alguns interesses compartilhados incomuns (como o filme Stand by Me, de 1986).

### Fezco
Fezco é interpretado por Angus Cloud . Chamado de também de "Fez", é um traficante de drogas local com um relacionamento próximo e fraterno com Rue. Ele foi criado por sua avó, que agora é inválida. Ele mora com Ashtray, a quem considera seu parceiro de negócios, e mesmo que eles não pareçam ser parentes, ele o trata como um irmão. Na 1ª temporada, Rue pede para Fez intimidar Nate, para que ele deixasse Jules em paz. Fez não usa uma arma, mas alerta Nate que Rue é sua família, e pede para que ele não perturbe a garota e seus amigos. Jules estava se afastando de Rue, e ela acreditava que o motivo era Nate.  Nate, ofendido, diz insultos a Fez, e vai até a delegacia de polícia para reportar um crime —logo depois, a casa de Fez é invadida por policiais, e ele perde todo o seu estoque de drogas. Na 2ª temporada, Fez entra em uma briga com Nate e deixa este último com o rosto bastante danificado. Ele também começa uma camaradagem (com tons românticos) com Lexi. O pai de Nate, Cal, vai atrás de saber quem agrediu seu filho durante a festa de ano novo. Ele chega a confrontar Fez na mercearia, mas não chega a cometer algo violento.

### Cal Jacobs
Cal Jacobs, interpretado por Eric Dane , é o pai rigoroso e exigente de Nate com uma vida dupla. Ele é casado e é pai de três filhos com Marsha, sua namorada do ensino médio (uma das quais não tem nome). No entanto, ele tem encontros de uma noite com homens e jovens transgêneros, que ele grava com uma câmera escondida. Na segunda temporada, é revelado que Cal tinha um melhor amigo na adolescência chamado Derek, e os dois acabaram se envolvendo sexualmente até o dia que Marsha anunciou que estava grávida. No meio da temporada, Cal passa por um colapso mental e revela algumas verdades que escondia da família e depois vai embora. Ele vai atrás de saber quem agrediu seu filho durante a festa de ano novo e chega a confrontar Fez na mercearia, mas não chega a cometer algo violento. Cal acaba sendo preso pelos vídeos de pornografia ilegal que fazia com adolescentes, que foram entregados por Nate a polícia.

### Madeleine "Maddy" Perez
Madeleine "Maddy" Perez, interpretada por Alexa Demie , nasceu em 14 de fevereiro de 2001. Ela é namorada de Nate e depois ex-namorada. Ela é introduzida como a melhor amiga de Kat e Cassie. Na 1ª temporada, Maddy sofre com seu relacionamento abusivo com Nate e só piora quando ela encontra imagens de pênis no celular dele e ela acaba confrontando sua sexualidade. Ele responde de maneira violenta, enforcando-a. Mais tarde, sua mãe descobre as agressões e denuncia o rapaz. Desesperado, Nate ameaçar um rapaz chamado Tyler, até ele assumir a culpa pelo ocorrido e faz com que Jules confirme a história. Em mais uma tentativa de volta do casal, Nate não consegue ter uma ereção com Maddy e mais uma vez quando é confrontado sobre sua sexualidade, ele responde violentamente. Para saber o que está acontecendo, ela bisbilhota o quarto e encontra o vídeo de Cal fazendo sexo com Jules. Na 2ª temporada, presa em um relacionamento tóxico, Maddy ainda tem sentimentos por Nate. Quando Rue revela que Cassie estava tendo relações sexuais secretas com Nate, Maddy briga com a amiga e corta qualquer laço de amizade entre elas. Nate também ameaça a vida dela ao exigir o disco com os vídeos de seu pai com menores de idade. Maddy dá os vídeos e decide realmente a não depender do relacionamento com o ex-namorado.

### Nathaniel "Nate" Jacobs
Nathaniel "Nate" Jacobs, interpretado por Jacob Elordi , é um atleta do ensino médio cujos problemas de raiva mascaram suas inseguranças sexuais. Ele tem uma fixação não especificada em Jules, apesar de seu status transgênero desafiar suas opiniões sobre masculinidade. Aos 11 anos, ele descobriu que seu pai, Cal, mantinha em seu escritório vídeos amadores dele tendo relações sexuais com mulheres trans e gays. Depois disso, sua relação com o pai se tornou muito complicada, com ele descontando toda a sua revolta em suas próprias relações pessoais e amorosas. Durante a primeira temporada, Nate mantém um relacionamento tóxico com Maddy, e ela chega a questionar sua sexualidade fazendo-o machucá-la no pescoço. Em meio aos problemas, Nate espanca um rapaz acusando-o de agredi-la sexualmente, quando ela na verdade só o usou para fazer ciúmes a ele. Além disso, ele se torna próximo da garota trans Jules, através de um perfil falso, para poder ameaçá-la quando se vêem num encontro. Depois de Nate vencer o último jogo de futebol de sua carreira no ensino médio, Cal critica o desempenho de seu filho em vez de elogiá-lo – e fica chocado quando Nate reage batendo-se violentamente. Quando Rue confronta Nate sobre sua chantagem de Jules e a verdade sobre seu pai, Nate rapidamente a corta alavancando sua insegurança sobre seu relacionamento com Jules, resultando em Rue desistindo de seu plano de fuga. Na segunda temporada, Nate é espancado por Fezco por ele ter falado para polícia sobre o tráfico de drogas de Fez, e isso resultou em uma inspeção pela polícia na casa do traficante. Ele também começa um relacionamento secreto com Cassie, no qual ele se apaixona por ela mesmo Maddy ainda gostando dele. O pai de Nate acaba tendo um colapso mental e revela algumas verdades que escondia da família e depois vai embora. Nate para se vingar do pai por ser o responsável pelos seus problemas, consegue os vídeos íntimos de Cal com menores de idade, ameaçando Maddy, e depois entrega para Jules denunciar Cal. Nate acaba sendo ridicularizado em uma peça de teatro feita por Lexi, e furioso termina com Cassie.

### Katherine "Kat" Hernandez
Katherine "Kat" Hernandez, interpretada por Barbie Ferreira , nasceu em 15 de agosto de 2001. Ela é uma garota que luta pela positividade do corpo enquanto explora sua sexualidade. Ela é uma adolescente de tamanho grande com cabelos na altura do queixo, pele de marfim e olhos castanhos escuros. No início da primeira temporada, ela usa  roupas cotidianas geralmente consistem em camisas, tops e vestidos médios, preferindo looks de maquiagem minimalistas. Durante a primeira temporada, ela tem um vídeo vazado em que ela está perdendo a virgindade e depois ela tenta transformar isso em uma forma de ganhar dinheiro. Então, usando uma máscara, ela começa a se exibir para homens de forma virtual em troca de dinheiro e presentes. Na vida off-line, ela tenta manter uma relação com Ethan (Austin Abrams), embora continue fazendo sexo com outros meninos, ela fica com ciúme quando ele aparece conversando com outra garota. No meio disso, ela tem uma experiência esquisita com um de seus “clientes on-line” e decide parar com o trabalho. Ela se desculpa com Ethan e os dois fazem as pazes no baile. Na segunda temporada, Kat decide terminar o seu relacionamento com Ethan, por inseguranças que tem sobre si mesma.

### Leslie Bennett
Leslie Bennett, interpretada por Nika King , é a mãe de Rue e Gia. Depois de perder o marido, Leslie cuida das filhas sozinha. Leslie coloca Rue na reabilitação, e quando ela retorna meses depois, Rue começa a mentir para Leslie sobre não está usando mais drogas. Durante a segunda temporada, Leslie acaba descobrindo uma mala cheia de drogas da filha e descar o conteúdo, causando um prejuízo e principalmente um grande ataque violento de Rue. Após Rue ter quase outra overdose, Leslie ajuda a filha durante o longo período de abstinência.

### Georgia "Gia" Bennett
Georgia "Gia" Bennett, interpretada por Storm Reid , nasceu no final de 2005 e é a irmã mais nova de Rue. No verão antes do primeiro ano de Rue, Gia a encontrou com overdose e engasgando com uma poça de vômito, que a traumatizou. Durante a primeira temporada, Gia tenta se enturmar com alguns rapazes que lhe oferecem maconha. Rue implica com a irmã por ela está usando maconha e as duas acabam se desentendendo, mas ambas se reconciliam. Na segunda temporada, Gia acompanha o período complicado de abstinência de Rue.

### Jules Vaughn
Jules Vaughn, interpretada por Hunter Schafer , nasceu em 28 de fevereiro de 2002. Na primeira temporada, Jules é apresentada como uma garota transsexual que tem relações sexuais com um homem mais velho assim que chega na cidade. Depois, ela vai pra uma festa onde é assediada por Nate. Ela surpreende a todos quando corta seu próprio braço usando uma faca para se livrar do garoto. Mais tarde, ela descobre que o homem mais velho que ela ficou é Cal, pai de Nate. Nesse meio tempo, ela conhece um garoto interessante online e começa a conversar com ele, depois, ela acaba descobrindo que na verdade ele é Nate, que acaba a humilhando e sendo chantageando-a com as fotos nuas que ela enviou. No meio de toda essa situação, ela conhece Anna, acaba fazendo sexo com ela e se sentindo confusa entre a sua relação com Rue e Nate. Quando chega na estação e não encontra Rue, ela acaba embarcando sozinha no trem e sai da cidade. No episódio especial "Fuck Anyone Who's Not a Sea Blob", Jules faz uma sessão de terapia e diz não se reconhecer mais após um discurso sobre feminilidade e seu processo de transição. Ela começa a se lembrar da relação com a mãe, mostrando o quanto a falta de uma presença feminina em sua vida impactou em seus desejos e na forma que se permitiu ser tratada pelos homens que passaram em sua vida. Na 2ª temporada, Jules tenta reatar seu namoro com Rue, sem saber que Rue ainda usa drogas. Ela acaba se tornando próxima de Elliot, o novo amigo de Rue, e ao longo do tempo ela desperta o interesse do rapaz.

### Christopher "Chris" McKay
Christopher "Chris" McKay, interpretado por Algee Smith  é um jovem jogador de futebol e ex-namorado de Cassie que está tendo dificuldades para se adaptar à faculdade.

### Cassandra "Cassie" Howard
Cassandra "Cassie" Howard, interpretada por Sydney Sweeney , é a irmã de Lexi. Cassie tem uma relação problemática com a família e depois da separação dos pais, ela pegou o pai invadindo a casa para roubar coisas e trocar por drogas e ela o encobre, na época. Isso, resultou em várias relações problemáticas com homens, incluindo seu namorado Mckay, que se envergonha de reconhecê-la como sua namorada por ela se vestir e agir como uma “vadia”. Depois de levá-la até uma festa de sua faculdade e ser enganado pela moça, ele a estupra e ela acaba ficando grávida. Ele, claro, sugere que ela não deva ficar com o bebê e surpreendentemente sua mãe apoia a decisão e vai com ela a uma clínica fazer um aborto. Durante a segunda temporada, Cassie começa um relacionamento secreto com o ex-namorado de sua amiga Maddy, o Nate. O caso acaba sendo descoberto e Cassie perde a amizade de Maddy, e depois, Nate acaba terminando com ela no fim da temporada.

### Ali
Ali, interpretado por Colman Domingo ("Trouble Don't Last Always"; recorrente nas temporadas 1–2), é um homem em recuperação de um transtorno por uso de substâncias que frequentemente fala nas reuniões de Narcóticos Anônimos de Rue e eventualmente se torna seu padrinho. No episódio especial "Trouble Don't Last Always", Rue volta a se drogar e depois se encontra com Ali, seu padrinho de reabilitação. Os dois tem uma longa conversa sobre a luta contra as drogas, como é enfrentar esse problema e quais são as consequências que o vício traz.

### Ashtray
Ashtray, interpretado por Javon "Wanna" Walton  (2ª temporada; recorrente na 1ª temporada)  , é o "irmão mais novo" de Fez e traficante de drogas. Ele é um personagem recorrente ao longo da 1ª temporada, mas se torna um personagem principal na 2ª temporada. Ele é possivelmente morto após ser baleado na cabeça por um membro da equipe da SWAT durante uma batida policial na casa que divide com Fez, mas nada confirmado.

### Ethan Daley
Ethan Daley, interpretado por Austin Abrams (2ª temporada; recorrente na 1ª temporada), é o interesse amoroso de Kat que se torna seu namorado. Na segunda temporada, Ethan termina com Kat devido as inseguranças dela consigo mesma. Ele também atua na peça de Lexi, interpretando Nate. Nate se sente ofendido e acaba terminando com Cassie devido a peça.

### Elliot
Elliot, interpretado por Dominic Fike (2ª temporada), é um novo amigo de Rue, que se interpõe entre ela e Jules.
Notas
1. ↑  Rue também é interpretada por Janice LeAnn Brown (4 anos, "Pilot" e "And Salt the Earth Behind You"), McKenna Rae Roberts (10 anos, "Pilot"), Aliyah Conley (13 anos, "'03 Bonnie and Clyde") e Alumière Glass (3 anos, "Stand Still Like the Hummingbird")
2. ↑  Fez também é interpretado por Mason Shea Joyce (10 anos, "Trying to Get to Heaven Before They Close the Door")
3. ↑  Cal também é interpretado por Elias Kacavas (18 anos, "Ruminations: Big and Little Bullys")
4. ↑  Maddy também é interpretada por Keilani Arellanes (11 anos, "Made You Look", "’03 Bonnie and Clyde", and "Out of Touch")
5. ↑  Nate também é interpretado por Gabriel Golub (11 anos, "Stuntin' Like My Daddy")
6. ↑  Kat também é interpretada por Johanna Colón (11 anos old, "Made You Look")
7. ↑  Leslie também é interpretada por Malia Barnhardt (14 anos, "A Thousand Little Trees of Blood")
8. ↑  Gia também é interpretada por Hyla Rayne Fontenot (7 anos, "Pilot") e Nyran Hepburn and Ashton Hunsberger (Gia bebê, "Stand Still Like the Hummingbird")
9. ↑  Jules também é interpretada por Clark Furlong (11 anos, "Shook Ones Pt. II")
10. ↑  McKay também é interpretado por Yohance & Zakai Biagas-Bey (11 anos, "The Next Episode")
11. ↑  Cassie também é interpretada por Kyra Adler (11 anos, "The Trials and Tribulations of Trying to Pee While Depressed")
12. ↑  Ashtray também é interpretado por Daelo Jin Walton (6 anos, "Trying to Get to Heaven Before They Close the Door")

## Personagens coadjuvantes

### Recorrentes
- Suze Howard, interpretada por Alanna Ubach, mãe de Lexi e Cassie. Sua filha mais nova Lexi menciona que sua mãe Suze é judia, durante o primeiro episódio da segunda temporada. Ela e Gus, seu ex-marido, se separaram na noite anterior a Cassie começar a nona série. Embora Suze permitisse que Gus visse as filhas nos fins de semana, ele as visitava cada vez menos com o passar do tempo e acabou deixando de visitá-las. Apesar de estar quase constantemente embriagada, ela age como uma mãe amorosa e solidária.
- Tyler Clarkson, interpretado por Lukas Gage, um estudante universitário que é brutalmente atacado por Nate por ter feito sexo com Maddy em uma festa (1ª temporada).
- David Vaughn, interpretado por John Ales, pai de Jules.
- Daniel, interpretado por Keean Johnson e Isaac Arellanes (11 anos, "Made You Look"), um calouro que namorou Kat na sexta série e depois tenta ficar com Cassie (1ª temporada).
- Marsha Jacobs, interpretada por Paula Marshall e Rebecca Louise (17 anos, "Ruminations: Big and Little Bullys"), mãe de Nate e Aaron e esposa de Cal.
- Aaron Jacobs, interpretado por Zak Steiner, irmão mais velho de Nate que é considerado um "fodido" por seu pai e irmão.
- Mãe de Kat, interpretada por Mercedes Colon (1ª temporada).
- Custer, interpretado por Tyler Chase, assistente de Mouse, fornecedor de Fez (temporadas 1-2).
- Robert Bennett, interpretado por Bruce Wexler, pai de Rue, visto em flashbacks, morreu de câncer quando Rue tinha 13 anos.
- Gus Howard, interpretado por Nick Blood, o pai de Lexi e Cassie, visto em flashbacks, um viciado em analgésicos que está afastado da família.
- Laurie, interpretada por Martha Kelly, ex-professora que virou traficante. Ao contrário de seus funcionários, Laurie é calma e de fala mansa, no entanto, ela afirma ser implacável quando se trata de recuperar seu dinheiro. Ela é viciada em OxyContin e está implícito que seu vício a forçou à prostituição para ganhar dinheiro com drogas para evitar a abstinência (2ª temporada).
- Samantha, interpretada por Minka Kelly, empregadora de Maddy em seu novo trabalho de babá (2ª temporada).
- Troy e Roy McKay, interpretados por Tyler Timmons e Tristan Timmons, os irmãos gêmeos mais novos de McKay que envolveram Gia com drogas (1ª temporada).
- Barbara "BB" Brooks, interpretada por Sophia Rose Wilson, amiga de Maddy, Kat, Cassie e Lexi. Ela é conhecida pelos fãs como "garota vape" devido ao seu uso excessivo de nicotina. Ela é propensa a fofocas e excita o drama, como mostrado quando ela convence Maddy a bater em Cassie.
- Ted Perez, interpretado por Ruben Dario, pai alcoólatra de Maddy (1ª temporada).
- Mouse, interpretado por Meeko, fornecedor de Fez (temporadas 1–2).
- Miss Marsha, interpretada por Marsha Gambles, servidora do restaurante Frank's
- Avó de Fezco, interpretada por Brynda Mattox e Kathrine Narducci ("Trying to Get to Heaven Before They Close the Door"), de quem ele cuida enquanto ela está de cama.
- Faye, interpretada por Chloe Cherry, namorada de Custer, que fica com Fezco e Ashtray depois de ser procurada pela polícia por empurrar seu superintendente da varanda do motel. Ela é inicialmente apresentada como uma cabeça de vento um tanto egocêntrica que é rude com Rue depois que ela expressa desconforto por usar heroína, no entanto, mais tarde na série, ela se mostra mais gentil e faz amizade com Fez. Depois de saber que seu namorado está cooperando com a polícia contra Fez, ela está em conflito devido à sua lealdade dividida. Pouco antes da batida policial no apartamento de Fez, Faye sinaliza a Fez para avisá-lo de que Custer pode estar gravando a conversa (2ª temporada).
- Bruce, interpretado por Melvin “Bonez” Estes, braço direito de Laurie (2ª temporada).
- Theo, interpretado por Yukon Clement, filho de Samantha que Maddy cuida (2ª temporada).
- Sebastian, interpretado por Fernando Belo, pai de Theo e marido de Samantha (2ª temporada).
- Bobbi, interpretada por Veronica Taylor, uma conhecida de Lexi, que ajuda a desenvolver sua peça. Em sua primeira aparição, Bobbi auxilia Lexi no elenco de sua peça e mais tarde na temporada, durante a peça de Lexi, ela atua como o braço direito de Lexi. Após a interrupção da peça de Cassie, Bobbi conforta Lexi e a convence a continuar alegando que a peça não é chata e que na história da East Highland High School, nenhuma outra peça incorreu em tumulto (2ª temporada).
- Caleb, interpretado por Ansel Pierce, um estudante da East Highland High School. Ele é visto pela primeira vez usando o banheiro enquanto Cassie está se escondendo de Maddy no banho e mais tarde é visto na platéia da peça de Lexi (2ª temporada).
- Mãe de Leslie, interpretada por Gwen Mukes, aparece em flashbacks no elogio de Robert (2ª temporada).

## Convidados
- O diretor Hayes, interpretado por Jeremiah Birkett, diretor da East Highland High School, aparece nos episódios "Stuntin' Like My Daddy" e "'03 Bonnie and Clyde".
- Trevor, interpretado por Shiloh Fernandez, um balconista da Femme a quem Kat desenvolve uma atração, aparece em "Made You Look" e "'03 Bonnie and Clyde".
- Amy Vaughn, interpretada por Pell James, mãe de Jules, aparece em "Shook Ones Pt. II" e "Fuck Any Who's Not a Sea Blob".
- Luke Kasten, interpretado por Will Peltz, um ex-aluno de East Highland notoriamente enforcado que fica com Kat, aparece em "Shook Ones Pt. II".
- Sonia Perez, interpretada por Elpidia Carrillo, mãe de Maddy, aparece em "'03 Bonnie and Clyde" e "And Salt the Earth Behind You".
- Oficial Wilson, interpretado por Larry Joe Campbell, aparece em "'03 Bonnie and Clyde".
- Johnny_Unite_USA, interpretado por Jeff Pope, um homem de pênis pequeno que persegue Kat como dominadora financeira, aparece em "Made You Look" e "'03 Bonnie and Clyde"
- Minako, interpretada por Sean Martini, um dos transgêneros de Cal, aparece em "'03 Bonnie and Clyde".
- Frederick McKay, interpretado por Cranston Johnson, pai de McKay, aparece em "The Next Episode".
- Rick, interpretado por Nat Faxon, o novo namorado de Leslie, aparece em "The Trials and Tribulations of Trying to Pee While Depressed".
- TC, interpretado por Bobbi Salvör Menuez, amigo não-binário de Jules da cidade, aparece em "The Trials and Tribulations of Trying to Pee While Depressed".
- Anna, interpretada por Quintessa Swindell, amiga pansexual de TC que fica com Jules, aparece em "The Trials and Tribulations of Trying to Pee While Depressed".
- Natalie, interpretada por Allie Marie Evans, a namorada formal de inverno de Nate, aparece em "And Salt the Earth Behind You".
- Dra. Mardy Nichols, interpretada por Lauren Weedman, terapeuta de Jules, aparece em "Fuck Any Who's Not a Sea Blob".
- Tyler, interpretado por Jayden Marcos, fantasia de Jules, aparece em "Fuck Any Who's Not a Sea Blob".
- Bowl-Cut, interpretado por Andy Mackenzie, um traficante de drogas que rouba a avó de Fez, aparece em "Trying to Get to Heaven Before They Close the Door".
- Bruce Jr., um bandido que trabalha para Laurie, interpretado por Richie Merritt, aparece em "Trying to Get to Heaven Before They Close the Door" e "Stand Still Like the Hummingbird".
- Travis, interpretado por Demetrius "Lil Meech" Flenory Jr,[15] DJ e produtor que flerta com Maddy, aparece em "Trying to Get to Heaven Before They Close the Door".
- Derek, interpretado por Henry Eikenberry, o melhor amigo de Cal no ensino médio, aparece em "Ruminations: Big and Little Bullys" e "You Who Cannot See, Think of Those Who Can".
- Jade, interpretada por Aja Bair, personagem da peça de Lexi baseada em Rue, aparece em "The Theatre and It's Double" e "All My Life, My Heart Has Yearned for a Thing I Cannot Name".
- Hallie, interpretada por Eden Rose, personagem da peça de Lexi baseada em Cassie, aparece em "The Theatre and It's Double" e "All My Life, My Heart Has Yearned for a Thing I Cannot Name".
  - Rose também aparece como influenciadora em "Out of Touch".
- Marta, interpretada por Izabella Alvarez, personagem da peça de Lexi baseada em Maddy, aparece em "The Theatre and It's Double" e "All My Life, My Heart Has Yearned for a Thing I Cannot Name".
- Luna, interpretada por Isabella Amara, a personagem da peça de Lexi baseada em Kat, aparece em "The Theatre and It's Double" e "All My Life, My Heart Has Yearned for a Thing I Cannot Name".